# Ден на унгарската поезия
Денят на унгарската поезия в Унгария от 1964 година насам се празнува на 11 април, рождената дата на Атила Йожеф, чието творчество е забележително достижение както за неговите наследници поети, така и за занимаващите се с изкуство. По този повод всяка година се отдава почит на унгарската лирика с литературни лекции, представяния на книги, срещи с поети и поетични конкурси. На тези прояви се представят творби както на класически, така и на съвременни поети. Нерядко стиховете се интерпретират от ученици и студенти, или дори от самите автори.
| „           | „Взимам думата, хвърлям я във въздуха, там тя се разпада, аз я хващам отново, и тогава тя става друга.“ | “ |
| Атила Йожеф | |   |

След смяната на режима към инициативата се присъединява и Съюзът на унгарските писатели.
През 1998 година четиринадесет унгарски поети (Ищван Бела, Жужа Бенеи, Силард Борбей, Дьозьо Ференц, Ищван Гехер, Мартон Калас, Петер Кантор, Дюла Кодолани, Аладар Ласлофи, Лайош Над Парти, Жужа Такач, Арпад Тьожер, Даниел Варо, Жофия Бала) отбелязват Деня на поезията като създават сонетен венец по двустишия от сонета на Шандор Вьорьош, „Благодарствена жертва“.
Макар Деня на поезията да се свързва с рождената дата на Атила Йожеф, на същия ден – 11 април, но през 1900 година е роден и писателят Шандор Мараи.